# Пал и Нап
Пал и Нап — в скифской мифологии братья, потомки царя Скифа. Единственный источник, в котором они упоминаются: «Историческая библиотека» Диодора Сицилийского. Кроме того, Плиний Старший упоминает племена напеев и палеев в Средней Азии.
«(3) В числе потомков этого царя были два брата, отличавшиеся доблестью; один из них назывался Пал, а другой — Нап. (4) Когда они совершили славные подвиги и разделили между собой царство, по имени каждого из них назвались народы, один палами, а другой напами».
Согласно Диодору, потомки Пала и Напа, отличавшиеся мужеством и полководческими талантами, совершили многие завоевания в Азии.
Плиний, рассказывая о народах Средней Азии, отмечает: «Там напеи, как говорят, были уничтожены палеями».
Современное мифоведение допускает, что версия Диодора Сицилийского отражает ранние варианты эпоса самих скифов.
По гипотезе В. И. Абаева, название «палы» можно возвести к скифскому bala (военная сила, дружина), название же «напы» можно связать с авест. nāfa («пуповина», а также «сородичи, община»). По такой интерпретации, это деление носит не этнический, а социальный характер, и связано с делением на воинов и земледельцев, между которыми существовали иерархические отношения.